# Котляревське (Кременчуцький район)
Котляре́вське — село в Україні, у Градизькій селищній громаді Кременчуцького району Полтавської області. Населення становить 21 осіб. Орган місцевого самоврядування — Градизька селищна рада.

## Населення

### Мова
Розподіл населення за рідною мовою за даними перепису 2001 року:
| Мова            | Кількість | Відсоток |
| --------------- | --------- | -------- |
| українська      | 20        | 95.24%   |
| інші/не вказали | 1         | 4.76%    |
| Усього          | 21        | 100%     |